# King Booker's Court
Palmarès
WWE World Heavyweight Championship (1 fois) – Booker T 
Édition 2006 du King of the Ring – Booker T 
WWE United States Championship - Finlay
La King Booker's Court était un clan de catcheurs heel à la World Wrestling Entertainment dans la division SmackDown. Elle s'est formée après la victoire de Booker T (qui devenait King Booker) à King of the Ring 2006. King Booker « adoubait » sa femme Queen Sharmell et se faisait joindre par William Regal (plus tard rebaptisé Sir William Regal) et Finlay (rebaptisé Sir Finlay). Cependant, la cour s'ébranlait en novembre avant un dernier retour en décembre sans William Regal.

## Histoire
La « Cour du Roi Booker » était fondée officieusement le 26 mai 2006 à SmackDown! lors de la cérémonie de couronnement de King Booker, célébrant sa victoire finale dans le tournoi du King of the Ring à Judgment Day contre Bobby Lashley. La cérémonie était dirigée par Sir William Regal, jouant le rôle d'un annonceur en place publique et répétant le slogan « All hail King Booker! » (Loué soi le Roi Booker!) quand Booker marchait vers le ring. Sharmell était proclamée Reine par son mari King Booker et Finlay/Sir Finlay joignait le clan pour aider Booker dans la suite de sa rivalité face à Lashley.
King Booker mettait fin bientôt à sa rivalité avec Lashley après avoir perdu contre lui dans un Steel Cage match[Quand ?]. Il devenait ensuite le challenger numéro un pour le titre de World Heavyweight Champion de Rey Mysterio après avoir remporté une bataille royale. Pendant ce temps, Finlay battait Lashley pour s'emparer du titre de WWE United States Champion. 
Au Great American Bash 2006, King Booker devenait le World Heavyweight Champion, battant Rey Mysterio avec l'aide Chavo Guerrero qui faisait volte-face face à son ami. The Great American Bash voyait aussi Finlay affronter Regal dans un match un contre un pour le titre US, Sir Finlay sortait vainqueur avec l'aide de The Little Bastard. Ces évènements se répétaient lors de matchs revanches jusqu'au SummerSlam, où King Booker conservait son titre face à Batista alors que Finlay et William Regal, aux côtés de Mr. Kennedy, le Spirit Squad et The Big Show attaquaient la DX avant leur match face à Vince McMahon et Shane McMahon.
Le 25 août à SmackDown!, les deux membres étaient « adoubés » ensemble - rebaptisés "Sir" William Regal et "Sir" Finlay, signalant ainsi le début officiel de la Cour du Roi - avant de faire équipe avec le King dans un match handicap 3 contre 2 face à Lashley et Batista plus tard la même soirée.
Booker battait plus tard Batista grâce à l'intervention de Sir Finlay, qui continuait de l'attaquer jusqu'à ce qu'il saigne, lançant une rivalité entre les deux. Les affaires de la Cour avec Lashley se poursuivaient alors qu'il était prévu qu'il affronte Booker à No Mercy, mais le General Manager de SmackDown, Theodore Long, annonçait que le match devenait un fatal four-way match qui comprenait Finlay et Batista.
Le 6 octobre à SmackDown, Booker et Lashley pouvaient chacun choisir l'adversaire de l'autre. Booker a combattu Finlay et lui demandait de se coucher, mais Finlay refusa et l'emporta. Ils interviennaient ensuite dans le match Lashley vs Batista. Par la suite, Theodore Long annonçait ce 4 way à No Mercy, et annonçait comme match Batista et Lashley vs Finlay et King Booker. Finlay et King Booker ne s'entendaient plus.
À No Mercy 2006, après avoir failli à sa tâche d'avoir Finlay comme allié, King Booker s'en prenait à Regal qui frappa Booker avant de s'en aller.
Après cet incident la Cour était ébranlée avec Regal qui s'en allait dans la division par équipe avec Dave Taylor et Finlay s'en prenant à Booker et Batista dans des matchs simples (avec Booker perdant le titre Mondial face à Batista aux Survivor Series 2006). 
La Cour était reformée le 8 décembre à SmackDown (sans Regal) quand ils attaquaient Batista dans son match contre Finlay avec une chaise et un shillelagh, menant ainsi à un match par équipe à Armageddon avec la possibilité pour Batista de choisir un partenaire mystère qui était le WWE Champion John Cena. Batista et Cena remportaient le match. Finlay et Booker étaient réunis à l'occasion de matchs par équipe à SmackDown en tant qu'alliés temporaires qu'ils sont devenus depuis.
Booker et Sharmell étaient quelques mois plus tard draftés à RAW à l'occasion de la WWE Draft en juin 2007.

## Membres
| Identité           | Arrivée      | Départ         | Notes                 |
| ------------------ | ------------ | -------------- | --------------------- |
| King Booker        | 26 mai 2006  | 6 avril 2007   | Leader du groupe      |
| Queen Sharmell     | 26 mai 2006  | 6 avril 2007   | Valet de King Booker  |
| Sir William Regal  | 26 mai 2006  | 8 octobre 2006 |                       |
| Sir Finlay         | 25 août 2006 | 6 octobre 2006 |                       |
| The Little Bastard | 25 août 2006 | 6 octobre 2006 | Manager de Sir Finlay |

## Palmarès
- World Wrestling Entertainment
  - Vainqueur du King of the Ring 2006 : King Booker[1]
  - WWE United States Champion : Finlay[2]
  - WWE World Heavyweight Champion : King Booker[3]